# Blu (Rapper)

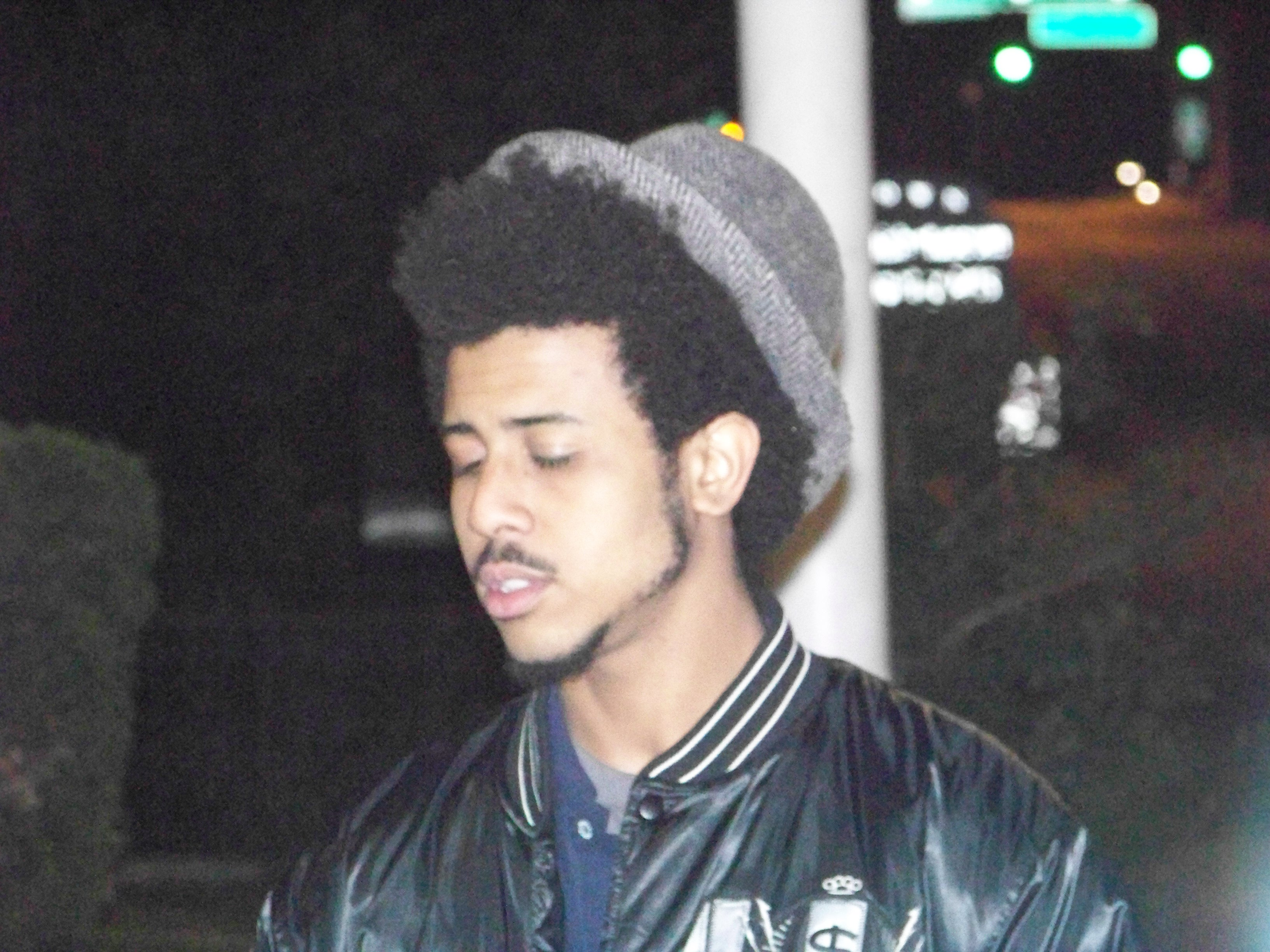
Blu (Rapper)

Johnson Barnes (* 15. April 1983 in Los Angeles, Kalifornien) besser bekannt als Blu, ist ein US-amerikanischer MC aus San Pedro, Kalifornien. Er erlangte Bekanntheit durch sein Debütalbum Below The Heavens, das von Exile produziert wurde. Blu ist außerdem noch in andere Projekte involviert, wie Johnson & Jonson (mit Mainframe) und C.R.A.C. (mit Ta'Raach). Er ist der Cousin des ehemaligen Basketballprofis John Barnes.

## Diskographie

### Alben
- Powders & Oils (als Johnson & Jonson, mit Mainframe) (unreleased)
- Below the Heavens, produziert von Exile (2007)
- The Piece Talks (als C.R.A.C., mit Ta'Raach) (2008)
- God is Good (2008)
- Her Favorite Colo(U)R (2011)
- NoYork (2011)
- Give Me My Flower While I Can Still Smell Them, featuring Exile (2012)
- Good to Be Home (2014)

### Mixtapes
- So(ul) Amazing von DJ Heat (inoffiziell) (2008)

### Singles
- The Narrow Path mit Exile (2007)
- Marys Son mit White Boiz (2015)